# Benteng (Sungai Manau)
Benteng is een bestuurslaag in het regentschap Merangin van de provincie Jambi, Indonesië. Benteng telt 854 inwoners (volkstelling 2010).